# 丘巴 (紐約州村)
丘巴（英語：Cuba）是位於美國紐約州亞利加尼縣的村。

## 人口
根據2020年美國人口普查的數據，丘巴的面積為3.15平方千米，皆為陸地。當地共有人口1517人，而人口密度為每平方千米482人。